# Relaciones Chile-Mozambique
Las relaciones Chile-Mozambique son las relaciones internacionales entre la República de Chile y la República de Mozambique.

## Historia

### SigloXX
Las relaciones diplomáticas entre Chile y Mozambique fueron establecidas el 25 de julio de 1990.

## Misiones diplomáticas
- La embajada de Chile en Sudáfrica concurre con representación diplomática a Mozambique.[2] Asimismo, Chile cuenta con un consulado honorario en Maputo.[3]
- La embajada de Mozambique en Brasil concurre con representación diplomática a Chile.[2] Asimismo, Mozambique cuenta con un consulado honorario en Santiago de Chile.[4]